# Cedar Creek (Nebraska)
Pour les articles homonymes, voir Cedar Creek (homonymie).
Cedar Creek est un village du comté de Cass, dans l'État du Nebraska, aux États-Unis. En 2020, il comptait une population de 465 habitants.